# Lijst van 3FM Megahits in 2009
Deze hits waren in 2009 3FM Megahit op 3FM:
| Nr. | Week    | Artiest                                                     | Titel                                                       | Hoogste positie in de 3FM Mega Top 50                       |
| --- | ------- | ----------------------------------------------------------- | ----------------------------------------------------------- | ----------------------------------------------------------- |
| -   | Week 1  | Geen 3FM Megahit in verband met de Top Serious Request-week | Geen 3FM Megahit in verband met de Top Serious Request-week | Geen 3FM Megahit in verband met de Top Serious Request-week |
| 800 | Week 2  | Bertolf                                                     | Another Day                                                 | 2                                                           |
| 801 | Week 3  | Kings of Leon                                               | Use Somebody                                                | 8                                                           |
| 802 | Week 4  | Kid Cudi & Crookers                                         | Day 'n' Nite                                                | 1(1wk)                                                      |
| 803 | Week 5  | U2                                                          | Get on Your Boots                                           | 2                                                           |
| 804 | Week 6  | Empire of the Sun                                           | Walking on a Dream                                          | 13                                                          |
| 805 | Week 7  | Metro Station                                               | Shake It                                                    | 11                                                          |
| -   | Week 8  | Geen Megahit in verband met de Zeroes Request-week          | Geen Megahit in verband met de Zeroes Request-week          |                                                             |
| 806 | Week 9  | Krezip                                                      | Sweet Goodbyes                                              | 2                                                           |
| 807 | Week 10 | The Killers                                                 | Spaceman                                                    | 18                                                          |
| 808 | Week 11 | Lady Gaga                                                   | Poker Face                                                  | 1(8wk)                                                      |
| 809 | Week 12 | The All-American Rejects                                    | Gives You Hell                                              | 14                                                          |
| 810 | Week 13 | U2                                                          | Magnificent                                                 | 8                                                           |
| 811 | Week 14 | Alain Clark                                                 | Hold On                                                     | 5                                                           |
| 812 | Week 15 | Dio & Sef                                                   | Aye                                                         | 6                                                           |
| 813 | Week 16 | White Lies                                                  | Farewell to the Fairground                                  | 28                                                          |
| 814 | Week 17 | Green Day                                                   | Know Your Enemy                                             | 20                                                          |
| 815 | Week 18 | Voicst                                                      | A Year and a Bit                                            | 27                                                          |
| 816 | Week 19 | Paul & Fritz Kalkbrenner                                    | Sky and Sand                                                | 3                                                           |
| 817 | Week 20 | Daniel Merriweather & Wale                                  | Change                                                      | 11                                                          |
| 818 | Week 21 | Noisettes                                                   | Don't Upset the Rhythm (Go Baby Go)                         | 14                                                          |
| 819 | Week 22 | John Legend                                                 | This Time                                                   | 13                                                          |
| 820 | Week 23 | Peter Fox                                                   | Haus am See                                                 | 3                                                           |
| 821 | Week 24 | Green Day                                                   | 21 Guns                                                     | 15                                                          |
| 822 | Week 25 | Mando Diao                                                  | Dance with Somebody                                         | 5                                                           |
| 823 | Week 26 | Gossip                                                      | Heavy Cross                                                 | 13                                                          |
| 824 | Week 27 | Flinke Namen                                                | Als zij langs loopt                                         | 12                                                          |
| 825 | Week 28 | La Roux                                                     | Bulletproof                                                 | 12                                                          |
| 826 | Week 29 | Diggy Dex & Eva De Roovere                                  | Slaap lekker (Fantastig toch)                               | 1(1wk)                                                      |
| 827 | Week 30 | Kings of Leon                                               | Notion                                                      | 21                                                          |
| 828 | Week 31 | Mika                                                        | We Are Golden                                               | 8                                                           |
| 829 | Week 32 | Caro Emerald                                                | Back It Up                                                  | 8                                                           |
| 830 | Week 33 | Anouk                                                       | Three Days in a Row                                         | 1(6wk)                                                      |
| 831 | Week 34 | Muse                                                        | Uprising                                                    | 6                                                           |
| 832 | Week 35 | Carolina Liar                                               | Show Me What I'm Looking For                                | 14                                                          |
| 833 | Week 36 | Moke                                                        | Switch                                                      | 12                                                          |
| 834 | Week 37 | deadmau5 & Kaskade                                          | I Remember                                                  | 9                                                           |
| 835 | Week 38 | Robbie Williams                                             | Bodies                                                      | 1(2wk)                                                      |
| 836 | Week 39 | Mando Diao                                                  | Gloria                                                      | 14                                                          |
| -   | Week 40 | Geen 3FM Megahit in verband met de 90's Request-week        | Geen 3FM Megahit in verband met de 90's Request-week        | Geen 3FM Megahit in verband met de 90's Request-week        |
| 837 | Week 41 | Snow Patrol                                                 | Just Say Yes                                                | 1(3wk)                                                      |
| 838 | Week 42 | Editors                                                     | Papillon                                                    | 6                                                           |
| 839 | Week 43 | Jay-Z & Alicia Keys                                         | Empire State of Mind                                        | 2                                                           |
| 840 | Week 44 | Paloma Faith                                                | Stone Cold Sober                                            | 26                                                          |
| 841 | Week 45 | John Mayer                                                  | Who Says                                                    | 6                                                           |
| 842 | Week 46 | Kane                                                        | No Surrender                                                | 1(3wk)                                                      |
| 843 | Week 47 | DI-RECT                                                     | Times Are Changing                                          | 1(1wk)                                                      |
| 844 | Week 48 | The Temper Trap                                             | Sweet Disposition                                           | 14                                                          |
| 845 | Week 49 | Pearl Jam                                                   | Just Breathe                                                | 8                                                           |
| 846 | Week 50 | Moke                                                        | Love My Life                                                | 30                                                          |
| 847 | Week 51 | Rigby                                                       | One Song                                                    | 4                                                           |
| -   | Week 52 | Geen 3FM Megahit in verband met de 3FM Serious Request-week | Geen 3FM Megahit in verband met de 3FM Serious Request-week | Geen 3FM Megahit in verband met de 3FM Serious Request-week |
| -   | Week 53 | Geen 3FM Megahit in verband met de Top Serious Request-week | Geen 3FM Megahit in verband met de Top Serious Request-week | Geen 3FM Megahit in verband met de Top Serious Request-week |

1993 · 
1994 ·
1995 · 
1996 ·
1997 ·
1998 ·
1999 ·
2000 ·
2001 ·
2002 ·
2003 ·
2004 ·
2005 ·
2006 ·
2007 ·
2008 ·
2009 ·
2010 ·
2011 ·
2012 ·
2013 ·
2014 ·
2015 ·
2016 ·
2017 ·
2018 ·
2019 ·
2020 ·
2021 ·
2022 ·
2023 ·
2024 ·
2025